# Oscar García
Oscar García – wenezuelski zapaśnik walczący w stylu wolnym. Czwarty na igrzyskach Ameryki Środkowej i Karaibów w 1986. Srebrny medalista igrzysk boliwaryjskich w 1985 i brązowy w 1981 roku.